# Nuevo Azerbaiyán
El Partido Nuevo Azerbaiyán (en azerí: Yeni Azərbaycan Partiyası) es un partido político de Azerbaiyán de ideología nacionalista, laicista y liberal conservador, fundado el 21 de noviembre de 1992 bajo el liderazgo de Heydar Alíyev. Después de su elección como Presidente de Azerbaiyán el 3 de octubre de 1993, y la victoria del partido en las elecciones parlamentarias de 1995, YAP se convirtió en el partido gobernante, cargo que ha mantenido desde entonces. El presidente Ilham Alíyev ha sido presidente de YAP desde su tercer congreso, celebrado el 26 de marzo de 2005.

## Formación
El partido fue fundado el 18 de diciembre de 1992, por el presidente azerbaiyano Heydar Aliyev, quien con anterioridad había sido miembro del Partido Comunista de la Unión Soviética hasta julio de 1991, y que fue presidente de Azerbaiyán desde 1993 hasta 2003. El actual líder del partido y presidente de Azerbaiyán es Ilham Aliyev, hijo de Heydar Aliyev, que sucedió a su padre en 2003.
La ideología oficial del partido son la legalidad, el laicismo y el nacionalismo azerí. También busca construir una economía de "orientación social", y enumera la solidaridad social y la justicia civil como base de su ideología.

## Derechos
Los miembros del partido tienen los siguientes derechos:
- elegir y ser elegido para las autoridades del partido;
- tomar parte libremente en la determinación de la política del Partido y en la discusión de las cuestiones relacionadas con sus actividades;
- participar en los eventos organizados por el partido
- hacer sugerencias para la realización de los objetivos y tareas del partido;
- utilizar el apoyo del partido;
- discutir y criticar libremente todas las cuestiones relacionadas con la política del Partido, así como todas las actividades de sus órganos;
- dejar de ser miembro del partido o abandonarlo.[18]

## Estructura
- Presidente
- 4 vicepresidentes
- Consejo político (86 miembros)
- Grupo de gestión (20 miembros)
- Comisión central de supervisión y seguimiento (15 miembros)
- Secretaría ejecutiva

## Principios
- Unidad de las ideas y persuasiones;
- Igualdad de los miembros del partido;
- Respeto a la opinión de cada miembro del partido;
- Prioridad de responsabilidad y disciplina;
- Obligatoriedad de las decisiones de los órganos directivos para oganos subordinados;
- El papel coordinado de los órganos electivos.

## Resultados electorales
Desde que en las primeras elecciones a las que se presentó obtuviera algo más del 60% del voto popular, este partido ha obtenido unos resultados electorales realmente favorables, cosa que unida a las denuncias de fraudes e irregularidades electorales hacen hablar sobre una estafa electoral popularizada en Azerbaiyán desde 1993.
El argumento principal entre el gobernante Partido Nuevo Azerbaiyán y la oposición en realidad puede ser vista como una lucha de poder entre la antigua élite soviética, que todavía controla Azerbaiyán, y la nueva intelectualidad que tiene una gran oposición moral a las antiguas instituciones soviéticas.
En las elecciones parlamentarias de Azerbaiyán de 2010 el partido obtuvo el 57,6% de los votos y 72 escaños de un total de 125 escaños en la Asamblea Nacional de la República de Azerbaiyán.

### Elecciones parlamentarias
|  | 62,70 % |

|  | 62,30 % |

|  | 46.48 % |

|  | 47.20 % |

|  | 41.84 % |

|  | 50.41 % |

### Elecciones presidenciales
|  | 98,80 % |

|  | 77,60 % |

|  | 75,38 % |

|  | 88,73 % |

|  | 84,54 % |

|  | 86,03 % |

|  | 92,12 % |

## Derechos
- elegir los órganos directivos y ser elegido;
- participar en la determinación de la política y actividad del partido;
- participar en las actividades, realizados por partido;
- presentar propuestos para la realización de los objetivos y tareas del partido;
- utilizar el apoyo del partido;
- discutir y criticar la política y actividad del partido y sus órganos;
- expresar su opinión antes y después de toma de decisiones;
- consultar los documentos, incluso los financieros del partido;
- interumpir su membresía o dejar el partido.

## Obligaciones
- contribuir a la realización de la actividad de partido mediante la práctica;
- cumplir los principios principales del partido;
- respetar las disposiciones del Programa del partido y realizar la actividad en concordancia con los principios de su organización;
- participar en el labor del partido y desempeñar las tareas del partido;
- proteger la credibilidad del partido, distribuir las ideas y respetar los principios del partido;
- pagar la cotización con arreglo a la ley.

## Congresos del partido
| Numero | Fecha                        | Participación                                           |
| 1      | 21 - 22 de diciembre de 1999 | más de 2000 miembros, más 30 representantes extranjeros |
| 2      | 21 de noviembre de 2001      | alrededor de 2000 miembros                              |
| 3      | 26 de marzo de 2005          | alrededor de 1800 miembros                              |
| 4      | 2 de agosto de 2008          | más de 600 miembros                                     |
| 5      | 7 de junio de 2013           | más de 2000 miembros                                    |
| 6      | 8 de febrero de 2018         |                                                         |